# Armin van Buuren
Armin Jozef Jacobus Daniël van Buuren (Leida, Holanda del Sud; 25 de desembre de 1976) és un reconegut DJ i productor de música Trance. Actualment és considerat el millor DJ del món. Votat per amants de la música electrònica a través del prestigiós rànquing elaborat per DJ Magazine, ha estat nomenat DJ número 1 del món en 5 ocasions (2007, 2008, 2009, 2010 i 2012), sent l'únic fins a la data en assolir-ho. També és reconegut pel fet que mai ha baixat del Top 5 del rànquing dels 100 millors DJ's.

## Inicis de la seva carrera artistica
Armin van Buuren es va sentir fascinat per la música des de petit. El motiu principal fou que el seu pare escoltava diversos gèneres musicals i per influència del seu inseparable amic Maik Grelo. A més de la música, Armin es va interessar per la tecnologia i la computació. Molt autònom des de curta edat, als catorze anys va comprar el seu primer sampler, va manllevar el sintetitzador del seu pare, i va començar a produir música.
Durant l'adolescència, Armin anava a escola amb la seva bicicleta i aprofitava aquests viatges per escoltar música a través d'audiòfons. En aquella època Armin escoltava la música de Jean-Michel Jarre i Ben Liebrand. Armin va enviar una demo d'una de les seves cançons a Ben Liebrand i com a resultat Liebrand va prendre estima a la música de van Buuren. En poc temps, Ben i Armin van començar a produir i mesclar junts.
La passió d'Armin per crear mescles va créixer i en poc temps va començar a treballar com a DJ en una discoteca de Leiden anomenada Nexus. El 1995 es va graduar a l'escola i es matricula a la universitat per estudiar dret. Al mateix temps va traslladar tot el seu equip de la seva habitació a un estudi de producció. Va ser en aquesta nova "oficina" on van Buuren va produir els èxits "Touch Me" i "Communication". Armin no va voler limitar-se a un sol estil musical i, per tant, cadascuna de les seves produccions següents va tenir un estil una miqueta diferent a les primeres; conseqüentment van Buuren ha dit que "un no ha de convertir-se en presoner del seu propi estil". Ell mateix descriu el seu estil com a eufòric, reanimador, melòdic i energètic.
Armin és una persona molt ambiciosa: ha estudiat, produït i ha estat un DJ al mateix temps. El músic ha dit que l'única manera de fer alguna cosa és si a un li agrada fer-ho. Ha declarat que la seva màxima aspiració és poder "fer el que li agrada i divertir-se el màxim possible mentre ho fa".
Recentment Armin van Buuren ha treballat bastant en la seva carrera com a DJ, ja que ha començat a presentar-se en viu diverses vegades per setmana. Armin sempre ha mostrat estima pels seus admiradors, fins i tot ha dit que són el més important per a un DJ i, per tant, no és estrany veure'l signant autògrafs per als seus fans sobre discos de vinil, samarretes, parts del cos o telèfons mòbils.

## Carrera com a productor
Armin van Buuren sempre ha comptat amb el seu propi estudi de producció i, per tant, ha treballat de manera independent en la majoria dels seus projectes. Mai ha utilitzat un enginyer de so en edicions, ja que diu que no vol que ningú interposi algun estil sobre la seva música.
Armin ha llançat diversos temes des de 1995 i ho ha amb una gran varietat de segells. El primer èxit de van Buuren va ser "Blue Fear", senzill que es va llançar amb el segell Cyber Records. Aquest senzill, el gènere del qual es va definir com a Euro trance, va tenir molta popularitat al Regne Unit. "Communication", el seu segon èxit, també es va llançar sota el mateix segell. Aquesta cançó va arribar a ser bastant popular a l'illa d'Eivissa l'estiu de 1999. Després que Armin signés un contracte amb AM:PM Records, "Communication" es va popularitzar encara més.
Armin van Buuren ja comptava amb el seu propi segell quan "Communication" va sortir a la venda. El segell d'Armin, anomenat Armind, va ser un projecte que va formar juntament amb United Recordings. La primera cançó que es va produir sota Armind va ser "One" la qual va ser bastant popular entre el públic. El segon senzill, "Touch Me", va ser comprat pel Ministry of Sound abans que la cançó fos llançada en un disc com a senzill. Van Buuren va compondre aquesta cançó utilitzant el pseudònim de Rising Star.
El següent senzill que Armin va llançar, "Free", va sortir al mercat per R&S Records i en poc temps va produir "4 Elements" amb Captivating Sounds, sub-divisió de Time Warner, amb el pseudònim Gaia. Per aquell temps van Buuren i DJ Tiësto es van ajuntar i van treballar junts en dos projectes: Major League, que va resultar en la producció de "Wonder Where You Are?" i Alibi, projecte que va donar a llum al senzill titulat "Eternity". Major League es va unir a Blackhole Records (que és propietat de DJ Tiësto) i Alibi va formar part d'Armind. El següent projecte de van Buuren va ser la col·laboració amb Ferri Corsten que es va titular "Exhali" i es va llançar com una producció de System F. El llançament de "Exhali" va causar força commoció i en menys d'un mes se li va atorgar un disc d'or pel nombre de vendes que va generar.
En conjunt amb amics associats van fundar ARMADA Records, projecte que devia el nom a les inicials d'ARmin, MAykel i DAve.
En el 2000 Armin va començar a produir cançons que barrejaven el progressive, el techno, el trance i l'Electro House. L'àlbum de van Buuren titulat Basic Instinct va vendre més de 10.000 còpies i incloïa el remix de la cançó "Viola", originalment produïda per Moogwai. El 2001, van Buuren va produir l'obra mestra "The Sound of Goodbye" amb el pseudònim Perpetuous Dreamer, pista que va arribar a aconseguir la primera posició a diversos llistats musicals. Van Buuren va llançar l'àlbum titulat In Motion el 6 d'agost del 2001. Aquest àlbum va comptar amb un estil de trance més "pur" i a més va ser elogiat als Estats Units. En anys més recents, Armin va produir diverses mescles de pistes com "Walhalla" de Gouryella (vegeu Ferri Corsten i DJ Tiësto) i "Don't Call Em Baby" de Madison Avenue. A causa de l'èxit d'aquestes mescles, molts músics i productors han demanat que Armin mescli les seves cançons, però van Buuren ha rebutjat moltes d'aquestes ofertes, ja que ha decidit focalitzar-se en la seva pròpia música.
Al juny del 2001 es va estrenar el programa de ràdio anomenat A State of Trance (conegut com a ASOT) a l'emissora neerlandesa ID&T, que va comptar amb Armin van Buuren com a amfitrió. A State Of Trance és un programa de dues hores que es transmet els dijous de cada setmana amb les principals novetats en música Trance i Progressive, que publicava el tracklist de cada programa al Web. No obstant això el 2004 Armin va anunciar que, a causa del canvi de llicència d'emissió d'ID&T que deixaria la música electrònica per passar al Pop, portaria el seu programa a una altra emissora. Després d'un breu pas per ETN.fm, Armin es va establir en l'emissora neerlandesa Fresh FM emetent allí el seu programa en el seu idioma natiu, mentre que va contractar els serveis de TheRadioDepartment per llicenciar el programa, en la seva edició internacional, a nivell mundial, programa que aconsegueix ja les 25 emissores en diferents països. Actualment a més d'aquestes 25 emissores, A State Of Trance pot ser escoltat a tot el món a través del canal de Trance de ràdio per internet Digitally Imported Radio. El 25 de maig de 2006, A State Of Trance va celebrar el seu episodi número 250 amb una gran festa amb magnificència a la discoteca neerlandesa Asta a The Hague. Des d'allí es va emetre el programa en rigorós directe per a tothom.
El 17 de maig de 2007, Armin van Buuren va celebrar l'episodi 300 del seu programa de ràdio A State of Trance a Pettelse Schans's - Hertogenbosch (Holanda). A més, va comptar amb la participació de coneguts DJ's com Aly & Fila, Marcel Woods, Menno de Jong, Sean Tyas i Markus Schulz. Avui dia va camí del 500, i de la seva segona gira "Only", després de l'èxit d'Imagine i Mirage.

## Actuacions en directe
Mentre Armin treballava a Nexus, va arribar a treballar durant hores, fins a set per jornada. Van Buuren aprofitava les seves vacances escolars per treballar més, ja que mai ha deixat de gaudir el seu treball. A més de guanyar una mica de diners en cada ocasió. Al seu torn, Armin van Buuren ha treballat en diverses ocasions en un dels esdeveniments dance més grans i reconeguts a nivell mundial, Sensation, sent aquestes presentacions unes de les principals raons per les quals és un dels millors i més reconeguts DJs al planeta.
Així mateix ha aconseguit guanyar al públic de diversos països, especialment al de Mèxic per la realització de la cançó Sòcol la qual esmenta un centre d'interès dins d'aquest país.
Armin s'ha presentat en més de 25 països, entre ells Espanya, el concert dels quals en B3 Dos Hermanas (Andalusia) va deixar un bon sabor de boca i en tots ha estat rebut amb els braços oberts. En un concert en el Dancetheater de l'Haia (Països Baixos), van Buuren va estar en l'escenari durant més de nou hores. 2010 ha estat un any molt bo per al trance a Espanya sent l'any que més visites ha fet Armin a Espanya des que és un dels millors del món, sent cap de cartell en esdeveniments com Klubbers Day 2010 (Madrid), Marbella, Arenal Sound Festival 2010 (Borriana) i Comunitat amb Armin Van Buuren a Space Of Sound (Madrid). Armin també ha treballat regularment en les discoteques Passion (Regne Unit), Godskitchen, Gatecrasher, Slinky, Peach i Golden. Als Estats Units ha estat DJ resident de Glow a Washington DC i s'ha presentat a Boston, Chicago, Denver, Nova York i Los Angeles. També s'ha presentat a Mèxic a Mèxic D.F., Guadalajara, León, Puebla de Zaragoza i Mérida. Armin també ha estat resident de Godskitchen a l'Illa d'Eivissa. Actua regularment tots els dimarts d'estiu com a DJ exclusiu a Amnesia, considerada la millor discoteca d'Eivissa i una de les millors del món.

## Reconeixements
El 2001 la revista DJ Magazine va incloure a Armin en la seva llista de Top-100 DJ's mundials; Armin va entrar en la posició número 27. El 2002, va aconseguir la cinquena posició en el rànquing mundial i el 2003, 2004 i 2005 va quedar en tercer lloc. El 2006, Armin van Buuren pren la posició #2 del món, apropant-se a Paul van Dyk que va ser 2 anys consecutius el #1 del món (des del 2005 fins a l'any 2006) segons la mateixa revista.
Finalment, el 25 d'octubre de 2007, per votació va ser triat com a millor DJ del món segons la famosa publicació DJ Magazine. Cinc anys després d'haver entrat i haver-se mantingut en el selecte grup dels 10 millors DJ, Armin aconsegueix ser reconegut com el #1 del món.
El 2008 repeteix el títol de millor DJ del món segons la mateixa revista, situant-se per sobre d'uns altres DJ altament reconeguts com Tiësto i Paul van Dyk.
El 2009 va rebre el premi Gouden Harp. Al mateix any repeteix com a DJ més popular del món per als votants de la revista DJ Mag. És el segon DJ que repeteix per tercer any consecutiu després que ho fes Tiësto (2002-2004).
El 2010 torna a repetir títol. La votació es va donar a conèixer el 27 d'octubre de 2010. És la primera vegada que un DJ aconsegueix ser número 1 quatre vegades, i a més consecutives. El seu més recent àlbum "Mirage", i el seu A State of Trance 2010 ho han portat a ser el màxim portador del títol del millor del món.
El 2012 va destronar a David Guetta i va ser reelegit millor DJ del món segons la revista DJ Magazine, aconseguint així estar 5 anys com a número 1 d'aquesta popular llista, fet que no ha assolit cap DJ anteriorment.

## Discografia

### Àlbums
- 76 (2003)
- Shivers (2005)
- 10 Years (2005)
- Imagine (2008)
- Mirage (2010)
- Intense (2013)
- Embrace (2015)

### Senzills
- 1996 Push (amb el pseudònim "Armin")
- 1996 Check Out Your Mind (amb el pseudònim "Armin")
- 1996 Spanish Love (amb el pseudònim "El Guitaro")
- 1996 Dreams In Sync (amb el pseudònim "Hyperdrive Inc.")
- 1996 Electronicly Entertained (amb el pseudònim "Technology")
- 1996 Turn M'On (amb el pseudònim "Armania")
- 1997 The Only Love (amb el pseudònim "Armania")
- 1997 Lilmotion EP (amb el pseudònim "Lilmotion")
- 1997 Gotta Feel It (amb el pseudònim "Amsterdance")
- 1997 Ideal World EP (amb el pseudònim "Misteri A")
- 1997 C'Est Tout (amb el pseudònim "Monsieur Basculant")
- 1997 Why You Wanna Hurt Em (amb el pseudònim "Gimmick")
- 1997 Allright (amb el pseudònim "The Shoeshine Factory")
- 1997 Blue Fear
- 1998 Wicked (amb el pseudònim "The Shoeshine Factory")
- 1998 Raw (amb el pseudònim "Hyperdrive Inc.")
- 1998 Pass The Bottle (amb el pseudònim "Wodka Wasters")
- 1998 Self Control (amb el pseudònim "Problem Boy")
- 1998 The United Colors EP (amb el pseudònim "Red & White")
- 1999 Lost Soul Society" (amb el pseudònim "Armin")
- 1999 Communication
- 1999 Virgo (amb el pseudònim "Armin")
- 1999 Out Of Blue (Remixes) (amb el pseudònim "Xarxa & White")
- 1999 See Me, Feel Me (amb el pseudònim "Darkstar")
- 1999 Blame The Music (amb el pseudònim "Electrix")
- 1999 Gettaway (amb el pseudònim "Electrix")
- 1999 One (amb el pseudònim "Gig")
- 1999 Future Fun-land (amb el pseudònim "Perpetuous Dreamer")
- 1999 Touch Me (amb el pseudònim "Rising Star")
- 2000 Communication part.2
- 2000 Eternity (amb el pseudònim "Alibi" amb Tiësto)
- 2000 Wonder Where you are (amb el pseudònim "Major League" amb Tiësto)
- 2000 Free (amb el pseudònim "Gimmick")
- 2000 Monotonous (amb el pseudònim "E=MC²")
- 2001 4 Elements (amb el pseudònim "Gaia")
- 2001 Namistai (amb Paul van dyk)
- 2001 The Sound of Goodbye (amb el pseudònim "Perpetuous Dreamer")
- 2001 Exhali (amb System F)
- 2002 Yet Another Day (amb Ray Willson)
- 2002 Clear Blue Moon/Star Theme (amb el pseudònim "Rising Star")
- 2002 Sunspot (amb el pseudònim "Rising Star" vs. Airwave)
- 2002 Dust (amb el pseudònim "Perpetuous Dreamer")
- 2002 Sunburn
- 2003 Sunburn(Walk Through Fire)"(with "Victoria Horn")
- 2003 Burned With Desire (amb Justine Suissa)
- 2004 Blue Fear 2004
- 2004 Intruder/Pound (amb M.I.K.I.)
- 2004 Future Fun-Land 2004
- 2005 Shivers (amb Sussana)
- 2005 Birth Of An Angel (amb Raz & Adryan i Sussana)
- 2005 Serenity (Live Piano ByJan Vayne)
- 2005 Zocalo (amb Gabriel & Dresden Live Guitar By Eller Van Buuren)
- 2006 Simple Things (amb Justine Suissa)
- 2006 Who Is Watching (amb Nadia Ali)
- 2006 Sail
- 2006 Control Freak
- 2006 Love You More (amb Raccoon)
- 2006 Saturday Night (Trance remake of the 1978 Herman Brood classic)
- 2007 Communication Part 3
- 2007 This World is Watching Em (with Rank 1 feat Kush)
- 2007 The Sound Of Goodbye 2007 (amb Raz & Adryan i Dobles eles de Graaf)
- 2007 Rush Hour
- 2008 If You Should Go (amb Sussana)
- 2008 Going Wrong (amb Dj Shah i vocals de Chris Jones)
- 2008 In and Out Of Love (amb Sharon den Adel)
- 2009 Unforgivable (amb Jaren)
- 2009 Fine Without You (amb Jennifer Rene)
- 2009 Tuvan (amb el pseudònim "Gaia")
- 2009 Never Say Never (amb Jacqueline Govaert)
- 2009 Broken Tonight (amb Van Velzen)
- 2010 Aisha (amb el pseudònim "Gaia")
- 2010 Remember Love (amb el pseudònim "Dj's United")
- 2010 Full Focus
- 2010 Not Giving Up On Love (amb Sophie Ellis Bextor)
- 2010 Virtual Friend (amb Sophie)
- 2010 Unforgivable - Armin Van Buuren feat. Jaren
- 2010 I Surrender
- 2010 Orbion
- 2010 Breathe In The Deep
- 2010 Down To Love
- 2010 These Silent Hearts (feat. BT)
- 2011 Status Excessu D (amb el pseudònim "Gaia")
- 2011 Drowning (feat. Laura V)
- 2011 Winter Stayed (amb el pseudònim "Triple A")
- 2011 Vice Versa (amb ATB)
- 2011 Neon Hero (amb Christian Burns i Bagga Bownz)
- 2011 Feels So Good (feat. Nadia Ali)
- 2011 Brute (amb Ferry Corsten)
- 2011 Stellar (amb el pseudònim "Gaia")
- 2011 Youtopia (feat. Adam Young)
- 2012 Suddenly Summer (feat. Ana Criado)
- 2012 J'ai Envie de Toi (amb el pseudònim "Gaia")
- 2012 Belter (amb Orjan Nilsen)

### Remixes
- 1996 Groove Solution - Magic Melody (Armin Mix)
- 1997 Temple Of The Groove - Without Your Love (Armin's Radio Mix)
- 1997 Jocks' Trap - Tribal Tone (Armix Dub)
- 1997 Jocks' Trap - Tribal Tone (Armix)
- 1997 The Sunclub - Single Minded People (Radio Edit Armix)
- 1997 The Sunclub - Single Minded People (Trance Minded Armix)
- 1997 The Sunclub - Single Minded People (Club Minded Armix)
- 1997 Geoffrey Williams - Sex Life (Major Funk Armix)
- 1997 Pioneers Of Sound - Keep It Up (Armin Van Buuren Remix)
- 1997 ISCO - Funkytown (Mothafunky Armin Mix)
- 1997 De Bos - Chase (Follow-That-Car Mix)
- 1997 Monsieur Basculant - C'est Tout (Armix)
- 1998 Xarxa & White - Out Of Blue (Armix)
- 1998 Wodka Wasters - Pass The Bottle (Armin's Movin' Work Dub)
- 1998 Wodka Wasters - Pass The Bottle (Armix)
- 1998 Barbarus - Hold On (Armix)
- 1998 Geoffrey Williams - Sex Life '98 (Armin Van Buuren Remix)
- 1998 Suits Makin' Noise - Ellegibo (Esteneu Armix)
- 1998 Rocco Món - Move Static (Armix)
- 1998 J.R.'s Revenge - Dallas (The Armix)
- 1999 Gouryella - Walhalla (Armin van Buuren's Rising Star Dub)
- 1999 Gouryella - Walhalla (Armin Van Buuren's Rising Star Mix)
- 1999 Rising Star - Touch Me (Armix Remix)
- 1999 Vincent De Moor - Between 2 Fires (Armin Remix)
- 1999 René Et Gaston - Vallée 2000 (Vallée De L'Armix)
- 1999 Airscape - L'Esperança (Armin Van Buuren's Rising Star Mix)
- 1999 Wamdue Project - King Of My Castle (Armin Van Buuren Radi Edit)
- 1999 Wamdue Project - King Of My Castle (Armin van Buuren Remix)
- 1999 DJ Manta - Holding On (Armin Van Buuren's Rising Star Edit)
- 1999 DJ Manta - Holding On (Armin Van Buuren's Rising Star Mix)
- 1999 Vincent De Moor - Shamu (Armin Remix)
- 1999 Electrix - Gettaway (Armin van Buuren Mix)
- 1999 Pancake - Don't Turn Your Back (Syrup & Sugar Armix Flava)
- 1999 Madison Avenue - Don't Call Em Baby (Armin van Buuren's Stalker Dub)
- 1999 Madison Avenue - Don't Call Em Baby (Armin van Buuren's Stalker Mix)
- 1999 Insight - Prophecy (Cyber Mix)
- 1999 Shane - C'est Musique (Armin van Buuren Remix)
- 1999 Electrix - Blame The Music (Armin van Buuren Mix)
- 1999 DJ René - Music All Over The World (DJ René & Armin van Buuren Remix)
- 1999 Chakra & Edi Els meus - X-File '99 (Armin & DJ Johan's Cyber Mix)
- 1999 Gouryella - Gouryella (Armix)
- 2000 Yahel - Devotion (Armin Van Buuren Mix)
- 2000 ATFC Presents OnePhatDeeva - Bad Habit (Armin Van Buuren Gimmick Club Mix)
- 2000 Ària - Dido (Armin van Buuren's Universal Religion Mix)
- 2000 Armin - Communication Part II (Armin van Buuren's Remake)
- 2000 Vibe-Rations - Steppin' Out (Armin van Buuren's Big Bass Remix)
- 2000 Desiderio - Starlight (Armin Van Buuren's Rising Star Remix)
- 2000 Novaskotia - Novaskotia (Armin Van Buuren's Rising Star Mix)
- 2000 Dominica - Gotta Let You Go (Watch Your Step Mix)
- 2000 El meu-Ko - Dreaming Of You (Armix Remix)
- 2000 Gimmick - Free (Armin's Discotizer Dub)
- 2000 Moogwai - Viola (Armin Van Buuren Remix)
- 2001 Perpetuous Dreamer - The Sound Of Goodbye (Armin's Tribal Feel Mix)
- 2001 Magnusson Arrived - Mary Go Around (Armin Van Buuren's 'This Round's On Me' Edit)
- 2001 Magnusson Arrived - Mary Go Around (Armin Van Buuren's 'This Round's On Me' Mix)
- 2001 System F - Exhali (Armin van Buuren Remix)
- 2001 Perpetuous Dreamer - The Sound Of Goodbye (Armin's Tribal Feel Ràdio Edit)
- 2001 Ayumi Hamasaki - Appears (Armin Van Buuren Remix)
- 2002 DJ Astrid - The Spell (Armin Van Buuren Remix)
- 2002 Solar Stone - Seven Cities (Armin van Buuren Remix)
- 2002 Solar Stone - Seven Cities (Armin van Buuren Vocal mix)
- 2002 OceanLab - Sky Falls Down (Armin Van Buuren Remix)
- 2002 Cygnus X - Positron (Armin Van Buuren Remix)
- 2002 Riva - Time Is The Healer (Armin Van Buuren Vocal Remix)
- 2002 Shane - Too Late To Turn (Armin Van Buuren Remix)
- 2002 Solid Sessions - Janeiro (Armin Van Buuren Mix)
- 2002 iiO - Rapture (Armin Van Buuren Remix)
- 2003 Ben Liebrand - Give M'An Answer (Armin van Buuren Remix)
- 2003 Perpetuous Dreamer - Dust.wav (Armin van Buuren Radi Edit)
- 2003 Perpetuous Dreamer - Dust.wav (Armin van Buuren Rising Star Remix)
- 2003 Motorcycle - As The Rush Comes (Armin van Buuren's Universal Religion Remix)
- 2003 Clubhands - Live Your Life (Esteneu Club Mix)
- 2004 Sean Callery - The Longest Day (Armin Van Buuren Remix Radio Edit)
- 2004 Sean Callery - The Longest Day (Armin Van Buuren Remix)
- 2004 Sean Callery - The Longest Day (Armin Van Buuren Dub)
- 2004 Sean Callery - The Longest lolo Day (Armin Van Buuren Mix)
- 2004 Mark Otten - Mushroom Therapy (Armin Van Buuren Precious Edit)
- 2004 Envio - Love Poison (Ryan G Remix - AvB Edit)
- 2004 Agnelli & Nelson feat. Aureas - Hoding On To Nothing (Armin van Buuren Remix)
- 2005 Fragile - Inertia (Armin van Buuren Remix)
- 2008 Kerli - Walking On Air (Armin van Buuren Remix)
- 2008 The Killers - Human (Armin Van Buuren remix)
- 2008 Armin van Buuren feat. Gabriel & Dresden - Zocalo (Armin In Mexico Mix)
- 2009 Cerf, Mitiska & Jaren - Begginâ You (Armin van Buuren Remix)
- 2009 BT feat. Jes - Every Other Way (Armin van Buuren Remix)
- 2010 Armin Van Buuren vs. Sophie Ellis Bextor - Not Giving Up (Armin van Buuren Remix)
- 2010 Dido - Everything to Lose (Armin van Buuren Remix)
- 2010 Faithless - Not Going Home (Armin van Buuren Remix)
- 2010 Miguel Bosé - Jurame (Armin van Buuren Remix)
- 2010 Laura Jansen - Use Somebody (Armin van Buuren Remix)

### DJ Compilations

#### A State Of Trance Series
- 2004 "A State of Trance 2004" Armin van Buuren
- 2005 "A State of Trance 2005" Armin van Buuren
- 2006 "A State of Trance 2006" Armin van Buuren
- 2007 "A State of Trance 2007" Armin van Buuren
- 2008 "A State of Trance 2008" Armin van Buuren
- 2009 "A State of Trance 2009" Armin van Buuren
- 2010 "A State of Trance 2010" Armin van Buuren
- 2011 "A State of Trance 2011" Armin van Buuren
- 2012 "A State of Trance 2012" Armin van Buuren
- 2013 "A State of Trance 2013" Armin van Buuren

#### A State Of Trance Yearmix Series
- 2005 "A State of Trance 2005 Yearmix" Mixed by Armin van Buuren
- 2006 "A State of Trance 2006 Yearmix" Mixed by Armin van Buuren
- 2007 "A State of Trance 2007 Yearmix" Mixed by Armin van Buuren
- 2008 "A State of Trance 2008 Yearmix" Mixed by Armin van Buuren
- 2009 "A State of Trance 2009 Yearmix" Mixed by Armin van Buuren
- 2010 "A State of Trance 2010 Yearmix" Mixed by Armin van Buuren

#### A State Of Trance Classics Series
- 2006 "A State of Trance Classics The Full Unmixed Versions"
- 2007 "A State of Trance Classics Vol.2 The Full Unmixed Versions"
- 2008 "A State of Trance Classics Volume 3 The Full Unmixed Versions"
- 2009 "A State of Trance Classics Vol.4 The Full Unmixed Versions"
- 2010 "A State of Trance Classics Vol.5 The Full Unmixed Versions"

#### Universal Religion Sèries
- 2003 "Universal Religion Chapter One"
- 2004 "Universal Religion 2004: Live from Armada at Eivissa"
- 2007 "Universal Religion Chapter 3: Live from Armada at Eivissa" / 2008 "Universal Religion 2008, Live From Armada At Eivissa"
- 2009 "Universal Religion Chapter 4"
- 2011 "Universal Religion Chapter 5"

#### Altres Compilations Series
- 1999 "Boundaries of Imagination" Armin van Buuren
- 2000 "TranceMatch: System F vs Armin"
- 2000 "001 A State of Trance" Armin van Buuren
- 2001 "002 Basic Instinct" Armin van Buuren
- 2001 "003 In Motion" Armin van Buuren
- 2002 "004 Tranparance" Armin van Buuren
- 2004 "Mixmag: Big Room Trance Armin van Buuren "

#### A State Of Trance Radio Top 15 Sèries
- 2008 A State of Trance Radio Top 15 octubre 2008
- 2008 A State of Trance Radio Top 15 novembre 2008
- 2008 A State of Trance Radio Top 15 desembre 2008
- 2009 A State of Trance Radio Top 15 gener 2009
- 2009 A State of Trance Radio Top 15 febrer 2009
- 2009 A State of Trance Radio Top 15 març 2009
- 2009 A State of Trance Radio Top 15 abril 2009
- 2009 A State of Trance Radio Top 15 maig 2009
- 2009 A State of Trance Radio Top 15 juny 2009
- 2009 A State of Trance Radio Top 15 juliol 2009
- 2009 A State of Trance Radio Top 15 agost 2009
- 2009 A State of Trance Radio Top 15 setembre 2009
- 2009 A State of Trance Radio Top 15 octubre 2009
- 2009 A State of Trance Radio Top 15 novembre 2009
- 2009 A State of Trance Radio Top 15 desembre 2009
- 2010 A State of Trance Radio Top 15 gener 2010
- 2010 A State of Trance Radio Top 15 febrer 2010
- 2010 A State of Trance Radio Top 15 març 2010
- 2010 A State of Trance Radio Top 15 abril 2010
- 2010 A State of Trance Radio Top 15 maig 2010
- 2010 A State of Trance Radio Top 15 juny 2010
- 2010 A State of Trance Radio Top 15 juliol 2010
- 2010 A State of Trance Radio Top 15 agost 2010, setembre 2010 & octubre 2010
- 2010 A State of Trance Radio Top 15 novembre 2010
- 2010 A State of Trance Radio Top 15 desembre 2010
- 2011 A State of Trance Radio Top 15 gener 2011
- 2011 A State of Trance Radio Top 15 febrer 2011

### Videos
- 2005 Armin Only 2005 - The Next Level (DVD)
- 2006 Armin Only 2006 - Ahoy Rotterdam (DVD)
- 2007 Limited Edition Armin Van Buuren (2 DVD i 3 CD)
- 2008 Armin Only 2008: Imagine
- 2009 Armin van Buuren DVD: The Music Videos 1997-2009
- 2010 Armin Only 2010: Mirage